# جون بالدشويلر
جون بالدشويلر (بالإنجليزية: John D. Baldeschwieler)‏ هو كيميائي أمريكي له إسهامات كبيرة في التركيب الجزيئي والتحليل الطيفي.
ولد في 14 نوفمبر عام 1933 في إليزابيث، نيو جيرسي وهو أحد خريجي جامعة كورنيل (بكالوريوس العلوم عام 1956 الهندسة الكيميائية) وأحد خريجي جامعة كاليفورنيا في بيركلي (دكتوراه 1959). وقد قام بالتدريس في جامعة هارفارد وجامعة ستانفورد حاليا هو أستاذ الكيمياء المتفرغ في معهد كاليفورنيا للتكنولوجيا.

## المسيرة المهنية
حصل جون بالدشويلر على شهادة البكالوريوس في الهندسة الكيميائية من جامعة كورنيل في عام 1956 وحصل على الدكتوراه في الكيمياء الفيزيائية تحت إشراف جورج بيمنتل من جامعة كاليفورنيا في عام 1959. وبدأ دراسة التحليل الطيفي بالأشعة تحت الحمراء. في عام 1960 كان محاضرا وأستاذا مساعدا في عام 1962 في جامعة هارفارد، ثم عمل أستاذا مشاركا في عام 1967 في جامعة ستانفورد. بين عامي 1971 و1973 كان نائب مدير مكتب الرئيس لسياسة العلوم والتكنولوجيا. من عام 1973 وحتى تقاعده في عام 1999، كان أستاذا في معهد كاليفورنيا للتقنية. من 1973 إلى 1978 ترأس كلية الكيمياء.
من عام 1972 إلى عام 1976 كان منسقًا للجنة المشتركة للولايات المتحدة والاتحاد السوفياتي للتعاون في الحفز الكيميائي. وقد عمل في العديد من اللجان التابعة للحكومة الأمريكية والأكاديمية الوطنية، بما في ذلك أمن الطيران وغيرها.
تعامل بالدشويلر مع تطبيق الطرق الطيفية المختلفة في الكيمياء (الرنين المغناطيسي النووي، مطيافية الرنين المزدوج، مطيافية الرنين السيكلوتروني الأيوني).
يتعامل مع مجموعته مع العديد من طرق الفحص المجهري للكشف عن الجزيئات (خاصة الحمض النووي) على الأسطح، مثل مجهر المسح النفقي، مجهر القوة الذرية، مجهر القوة الذرية). كما طوروا طريقة لإنشاء صفائف اندماجية كبيرة من الحمض النووي، والبوليمرات بشكل عام، بناءً على تقنية مشابهة لطابعة نفث الحبر. وقد بحث استخدام الحويصلات من الفسفوليبيد في علاج السرطان وتشخيصه.

## الجوائز والتقدير
مُنح قلادة العلوم الوطنية في عام 2000م. وانتخب في الأكاديمية الوطنية للعلوم في عام 1970، الأكاديمية الأمريكية للفنون والعلوم في عام 1972، الجمعية الأمريكية للفلسفة في عام 1979.
وله العديد من الجوائز الأخرى تشمل:
- 1962 - 1965 زمالة سلون.
- 1967 جائزة في الكيمياء البحتة الجمعية الكيميائية الأمريكية.
- 1968 جائزة فريسينيوس.
- 1989 ميدالية ريتشارد تولمان الجمعية الكيميائية الأمريكية.
- 1990 ميدالية وليام نيكولاس الجمعية الكيميائية الأمريكية.
- 2001 جائزة الإبداع والاختراع الجمعية الكيميائية الأمريكية.
- 2003 ميدالية أوثمير الذهبية، مؤسسة التراث الكيميائية.

## وصلات خارجية
- Center for Oral History. "John D. Baldeschwieler". Science History Institute. مؤرشف من الأصل في 2019-05-16.
- Brock، David C.؛ Daemmrich، Arthur (13 يونيو 2003). John D. Baldeschwieler, Transcript of an Interviews Conducted by David C. Brock and Arthur Daemmrich at Chemical Heritage Foundation, Philadelphia, Pennsylvania on 13 June 2003 (PDF). Philadelphia, PA: Chemical Heritage Foundation. مؤرشف من الأصل (PDF) في 2019-02-21.